# Villers-lès-Luxeuil
Villers-lès-Luxeuil è un comune francese di 353 abitanti situato nel dipartimento dell'Alta Saona nella regione della Borgogna-Franca Contea.

## Società

### Evoluzione demografica
Abitanti censiti